# Svirce (miasto Leskovac)
Svirce (cyr. Свирце) – wieś w Serbii, w okręgu jablanickim, w mieście Leskovac. W 2011 roku liczyła 422 mieszkańców.